# Elecciones generales de España de febrero de 1836
Las elecciones generales de España de febrero de 1836 se celebraron el 26 de febrero de 1836 para elegir la II Legislatura de las Cortes Generales bajo el Estatuto Real durante el Reinado de Isabel II.

## Antecedentes
La caída del gabinete de Martínez de la Rosa en mayo de 1835 fue sucedida por un breve gobierno de José María Queipo de Llano, conde de Toreno, en línea con asegurar el régimen establecido en el Estatuto Real. El mayor problema del Gobierno seguía siendo la Primera Guerra Carlista. Sin embargo, el presidente intentó limar asperezas con los progresistas llamando al Ministerio de Hacienda a Juan Álvarez Mendizábal. Ello conllevó una radicalización en las posturas liberales, sobre todo con medidas desamortizadoras contra la Iglesia. Los revolucionarios pedían la restitución de la Constitución de 1812. La situación se fue agravando y en el verano de 1835 se desataron los disturbios, saqueos y matanzas por varias zonas del país como Barcelona, Zaragoza, Málaga, Cádiz y otras ciudades, quedando varias regiones fuera del control del Gobierno. Intentando aplacar los ánimos, tras un breve ministerio del general Álava, la reina regente María Cristina encomendó la formación del gabinete a Juan Álvarez Mendizábal. 
Mendizabal agrupó en su persona la presidencia y el Ministerio de Hacienda. La prioridad en su programa de gobierno fue el fin de la guerra civil en seis meses, para ello se esmeró en la desamortización y exclaustración eclesiástica, así como la disolución de órdenes religiosas. Con ello pretendía aliviar la deuda del Estado y poder acceder al crédito internacional para financiar la guerra contra el carlismo. Igualmente pretendía movilizar a los liberales más exaltados reformando el Estatuto Real en un sentido más democrático.
Sin embargo, la guerra no remitió en seis meses. Debido a ello, la deuda del Estado no pudo reducirse, más bien al contrario, no dejó de aumentar, y con ello, la situación económica no hizo sino empeorar. Además, las disputas en torno a la reforma política aumentaron y con ocasión de la discusión sobre la reforma electoral y otras derrotas parlamentarias del Gobierno debido a la mayoría moderada, se planteó una cuestión de confianza. Finalmente, la Reina con el Consejo de Ministros decidieron disolver las cámaras y convocar elecciones.

## Sistema electoral

### Derecho a voto
Según el Estatuto Real el sufragio era censitario: solo se permitió el voto a los mayores contribuyentes y a los miembros de los ayuntamientos. La reforma de los ayuntamientos aprobada por el Real Decreto de 23 de julio de 1835 aumentó el control del Gobierno sobre las elecciones reduciendo el número de miembros de las corporaciones locales.

### Elegibilidad
Para ser elegido, aparte de cumplir los requisitos de elector, había que ser varón, mayor de 30 años, ser natural de la provincia, haber vivido por lo menos un año en ella y poder demostrar capacidad económica o intelectual.

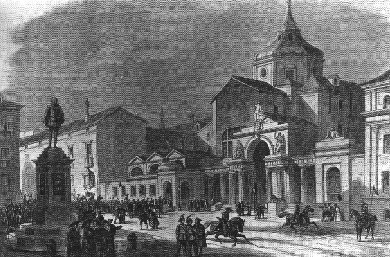
Antiguo convento del Espíritu Santo, cuya iglesia se empleó como salón de sesiones del Estamento de Procuradores del Estatuto Real (vista del año 1843).

### Método de elección
Para la elección de los diputados se utilizó el sistema de voto mayoritario en 48 circunscripciones con más de un diputado y una con uno solo. El decreto de 20 de mayo de 1834 articuló el procedimiento electoral mediante el sufragio restringido, censitario (masculino), secreto, igual, personal, e indirecto (de segundo grado), a través de la Junta de partido y de provincia, plurinominal, con las provincias como circunscripciones, que se sustentaba en un reducido cuerpo electoral, contrario a los deseos de soberanía nacional de los liberales más progresistas.

## Resultados

### Estamento de Procuradores
| Partido                                 | Partido             | Tendencia               | Escaños | %    | Votos | % |         | Diferencia |
| --------------------------------------- | ------------------- | ----------------------- | ------- | ---- | ----- | - | ------- | ---------- |
|                                         | Partido Progresista | Liberalismo democrático | 119     | 78%  | -     | - | 119/149 | 42         |
|                                         | Partido Moderado    | Liberalismo doctrinario | 30      | 22%  | -     | - | 30/149  | 81         |
| Total                                   | Total               |                         | 149     | 100% | -     | - | 149/149 |            |
| Fuente: Estrada Sánchez (1998), p. 268. |                     |                         |         |      |       |   |         |            |